# EA Canada
EA Canada là một nhà phát triển trò chơi điện tử có trụ sở tại Burnaby, British Columbia. Xưởng làm việc được thành lập vào tháng 1 năm 1983, là xưởng làm việc lớn nhất và lâu đời nhất của EA. Chỉ riêng EA Canada đã sử dụng hơn 2000 nhân công và nó cũng là hệ thống kiểm tra trò chơi điện tử lớn nhất thế giới.

## Khu xưởng
Khu trường sở bao gồm một xưởng motion-capture, 22 phòng sáng tác, 14 bộ sửa đổi video, 3 xưởng sản xuất, một cánh dành cho phần soạn nhạc và một văn phòng đảm bảo chất lượng. Bên cạnh đó còn có các phòng tiện nghi như các phòng phù hợp, 2 phòng chiếu phim, một quán ăn tự phục vụ có tên là EAt, một quán cà phê và một phòng chơi game. Tòa nhà của EA Canada nằm ngay bên cạnh công viên Discovery.

## Lịch sử
EA Canada là một xưởng làm việc lớn của công ty phần mềm trò chơi khổng lồ của nước Mỹ: Electronic Arts hay EA, một công ty có các xưởng làm việc trên toàn thế giới, có trụ sở tại thành phố Redwood, California, đã mua lại EA Canada vào năm 1991 với giá 11 triệu đô-la Mỹ khi công ty Canada này khi đó có tên là Distinctive Software. Tại thời điểm được mua lại, Distinctive Software là nhà phát triển một số trò chơi đua xe và thể thao được phát hành dưới thương hiệu Accolade. Từ khi trở thành EA Canada, nó đã phát triển nhiều trò chơi EA Games, EA Sports và EA Sports BIG.
EA Black Box được thành lập khi EA mua lại Black Box Games vào năm 2002, là một phần của EA Canada. Nó trở thành một xưởng làm việc độc lập của EA vào năm 2005. Từ khi được thành lập, EA Black Box là nơi phát triển đặc quyền của Need for Speed và nhiều trò chơi khác.
Ngày 19 tháng 12 năm 2008, EA thông báo rằng họ sẽ đóng cửa xưởng EA Black Box tại Vancouver và chuyển về xưởng Burnaby ở gần đó như là một phần của kế hoạch hợp nhất toàn cầu.

## Những trò chơi đã phát triển
Dưới đây là danh sách các trò chơi đã được phát triển bởi EA Canada và EA Black Box. Những phần đánh dấu sao (*) là những trò chơi đang được hoàn thành.

### EA Games
Các trò chơi được phát hành bởi EA Games/EA (EA đã bỏ nhãn hiệu "EA Games" và giờ đây chỉ dùng "EA" để thay thế):
| Game                                   | Release Date | Platform(s) |
| -------------------------------------- | ------------ | --- |
| Need for Speed: High Stakes            | 1999-05-04   | Windows, PlayStation, PlayStation Portable (With Emulator)                                                                                               |
| Need for Speed: Hot Pursuit 2          | 2002-10-30   | Windows, PlayStation 2, Xbox, GameCube |
| Need for Speed: Underground            | 2003-11-17   | Windows, PlayStation 2, Xbox, GameCube, Game Boy Advance                                                                                                 |
| James Bond 007: Everything or Nothing  | 2004-02-11   | PlayStation 2, Xbox, GameCube, Game Boy Advance |
| Def Jam: Fight for NY                  | 2004-09-20   | PlayStation 2, Xbox, GameCube |
| Need for Speed: Underground 2          | 2004-11-09   | Windows, PlayStation 2, Xbox, GameCube, Game Boy Advance, Nintendo DS, Mobile phone                                                                      |
| Need for Speed: Underground: Rivals    | 2005-03-18   | PlayStation Portable |
| Marvel Nemesis: Rise of the Imperfects | 2005-09-20   | PlayStation 2, Xbox, GameCube, PlayStation Portable, Nintendo DS                                                                                         |
| Need for Speed: Most Wanted            | 2005-11-11   | Windows, Xbox 360, PlayStation 2, Xbox, GameCube, PlayStation Portable, Nintendo DS, Game Boy Advance, Mobile phone                                      |
| Need for Speed: Most Wanted: 5-1-0     | 2005-11-11   | PlayStation Portable |
| Need for Speed: Carbon                 | 2006-10-31   | Windows, Mac OS X, PlayStation 3, Xbox 360, Wii, PlayStation 2, Xbox, GameCube, Zeebo, Game Boy Advance, Nintendo DS, PlayStation Portable, Mobile phone |
| Need for Speed: Carbon: Own the City   | 2006-10-31   | PlayStation Portable, Nintendo DS, Game Boy Advance |
| EA Replay                              | 2006-11-14   | PlayStation Portable |
| Skate                                  | 2007-09-14   | PlayStation 3, Xbox 360, Mobile Phone |
| EA Playground                          | 2007-10-23   | Wii, Nintendo DS |
| Medal of Honor: Heroes 2               | 2007-11-13   | Wii, PlayStation Portable |
| Need for Speed: ProStreet              | 2007-11-14   | Windows, PlayStation 3, Xbox 360, Wii, PlayStation 2, PlayStation Portable, Nintendo DS, Mobile phone                                                    |
| Need for Speed: Undercover             | 2008-11-18   | Windows, PlayStation 3, Xbox 360, Wii, PlayStation 2, PlayStation Portable, Nintendo DS, N-Gage 2.0, iPhone OS, iPod Touch                               |
| Skate It                               | 2008-11-19   | Wii, Nintendo DS |
| Skate 2                                | 2009-01-21   | PlayStation 3, Xbox 360 |
| The Sims 3                             | 2009-06-02   | Mac OS X, Windows |
| MySims Racing                          | 2009-06-08   | Nintendo Wii, Nintendo DS |
| The Sims 3: World Adventures           | 2009-11-18   | Mac OS X, Windows |
| The Sims 3: High-End Loft Stuff        | 2010-02-02   | Mac OS X, Windows |
| The Sims 3: Ambitions                  | 2010-06-01   | Mac OS X, Windows |
| The Sims 3: Late Night                 | 2010-10      | Mac OS X, Windows |

### EA Sports
Những trò chơi được phát hành bởi EA Sports:
- 3 on 3 NHL Arcade
- 2006 FIFA World Cup
- FIFA 06
- FIFA 06: Road to FIFA World Cup
- FIFA Manager 06
- FIFA 07
- FIFA 08
- FIFA 09
- FIFA 10
- FIFA 11
- Fight Night: Round 4
- Facebreaker
- Grand Slam Tennis
- Celebrity Sports Showdown
- Cricket 07
- Cricket 09
- Knockout Kings
- Madden NFL 2007 (Wii)
- MVP 06 NCAA Baseball
- NBA Live 2003
- NBA Live 2004
- NBA Live 2005
- NBA Live 06
- NBA Live 07
- NBA Live 08
- NBA Live 09
- NCAA March Madness
- NHL 06
- NHL 07
- NHL 08
- NHL 09
- NHL 10
- NHL 11
- Rugby 06
- Rugby 08
- Total Club Manager 2005
- UEFA Euro 2004
- UEFA Euro 2008

### EA Sports BIG
Những trò chơi được phát hành bởi EA Sports BIG:
- Def Jam Vendetta
- FaceBreaker
- FIFA Street
- FIFA Street 2
- FIFA Street 3
- NBA Street
- NBA Street Vol. 2
- NBA Street V3
- NBA Street Showdown
- NBA Street Homecourt
- NFL Street
- NFL Street 3
- NFL Tour
- SSX
- SSX Tricky
- SSX 3
- SSX On Tour
- SSX Blur
- SSX: Deadly Descents